# بلاز کاوچیچ
بلاز کاوچیچ (انگلیسی: Blaž Kavčič؛ زادهٔ ۵ مارس ۱۹۸۷) یک تنیس‌باز بازنشسته و مربی اهل اسلوونی است.